# Abdullah El-Bosnevi
Abdullah El-Bosnevi (Bosna, druga polovica 16. st. - Sirija, 1644.), islamski filozof i mistik iz Bosne, vodeći islamski mistik svog vremena.
Škole je završio u Carigradu. Godine 1594. bio je sudionik osmanskog vojnog pohoda u Rumunjskoj. Pripadao je derviškom redu Bajrami. Djelovao u Bursi i Damasku. 
Komentirao islamskog mistika Ibn Arebiju (filozofski komentari, Mozaici mudrosti) u dva debela sveska. Sina Hasan efendija bio je nastavnik koji je predavao na najvišim učilištima u Carigradu. Napisao je više od 20 poznatih djela. Umro u Siriji.